# Cluj-Napoca
Cluj-Napoca (mađ. Kolozsvár, njem. Klausenburg, srednjovj. lat. Claudiopolis i Castrum Clus,  staro hrvatsko ime: Kološvar) je treći najveći grad Rumunjske, povijesno središte i najvažniji grad Transilvanije te središte županije Cluj. Također je poznat kao rodni grad ugarsko-hrvatskoga kralja Matije Korvina.

## Etimologija
Ime Cluj vuče podrijetlo od srednjovjekovnoga latinskog naziva Castrum Clus koji je po prvi put uporabljen u 12. stoljeću kao naziv za srednjovjekovnu tvrđavu grada. Riječ Clus ima značenje "zatvoren" i odnosila se na brijegove kojim je grad okružen. Prema drugoj teoriji, ime grada dolazi iz njemačkog jezika, od muškog imena Klaus ili arhaične riječi Klus ('brana', 'gat'). Drugo ime Napoca je prema imenu rimskog grada Napoce koji je postojao na mjestu današnjeg grada.

## Povijest
Rimski car Trajan je osvojio prostor današnje Transilvanije između 101. i 106. godine i stvorio proviciju Daciju. U tom razdoblju je osnovan grad Napoca kojem je car Hadrijan dao status municipija (Municipium Aelium Hadrianum Napocenses), a u 2. st. je grad postao kolonija (Colonia Aurelia Napoca) i glavni grad provincije Dacia Poroliensis. Grad je napušten nakon što su Rimljani napustili Daciju 274. g.
U 10. st. su taj prostor naselili Mađari koji su osnovali županiju Kolozs sa središtem u drvenoj tvrđavi Kolozsmonostor (Cluj) sjeverozapadno od ruševina rimske Napoce. Oko tvrđave je osnovano malo naselje. Tvrđavu su razorili Mongoli u 13. st., a nakon obnove su se naselili Nijemci iz Saske koji su grad nazvali Klausenburg. 1316. je naselje dobilo status grada. U gradu su se razvijali obrti i trgovina. 1440. je u gradu rođen kasniji hrvatsko-ugarski kralj Matija Korvin. Nakon što je Mađarsko kraljevstvo palo pod osmanlijsku vlast, Klausenburg je ostao dio nezavisne Transilvanije. Od Karlovačkog mira 1699. i oslobođenja Mađarske je Transilvanija vraćena Mađarskom kraljevstvu kojim vladaju Habsburgovci. U gradu su tada živjeli Mađari i Nijemci, a doseljavaju se Rumunji koji od 1860. dobivaju jednaka prava kao ostali narodi. Od 1867. je Transilvanija punopravni dio Ugarskoga kraljevstva, a Cluj (mađarski Kolozsvar) je najveći grad u Transilvaniji. Mađari provode politiku mađarizacije, a Rumunji traže više političkih prava. Nakon završetka I. svjetskoga rata i raspada Austro-Ugarske, Rumunji dižu ustanak i traže priključenje Transilvanije Rumunjskoj što je postignuto Trianonskim sporazumom.
Nakon priključenja Rumunjskoj provodi se rumunizacija, te se mnogi Mađari i Nijemci iseljavaju, a naseljavaju novi Rumunji. Za vrijeme Drugoga svjetskoga rata nakratko se povratila mađarska vlast. Za vrijeme komunističke diktature u Rumunjskoj dolazi do nagle industrijalizacije. 1974. je imenu grada Cluj dodano ime staroga rimskoga grada Napoca kako bi se naglasio kontinuitet şRumunja koji se smatraju nasljednicima Rimljana.

## Zemljopis
Grad se nalazi u srcu Transilvanije, u dolini Someşul Mic te je od glavnoga grada Bukurešta udaljen 330 km. Nalazi se između planine Apuseni i Transilvanske visoravni, te je prostor oko grada brdovit. Kroz grad teče rijeka Someşul Mic (mali Someş).
Klima grada je umjereno kontinentska. Godišnja prosječna temperatura je 8,2 °C, dok prosječne godišnje padaline iznose 663 mm.

## Znamenitosti
U gradu postoji rodna kuća Matije Korvina i njegov spomenik. Značajne su mnoge crkve (najvažnija je gotička crkva sv. Mihaela), barokne i rokoko palače i brojni parkovi (najznačajniji je Središnji park i botanički vrt), te šitske džamije i svetišta. Postoje i brojne moderne zgrade nastale u novije vrijeme. Kao jedan od bogatijih gradova, Cluj je središte mnogih međunarodnih i domaćih kompanija između kojih je A Company, Lukoil i ine.

## Obrazovanje
U gradu od 1959. djeluje Sveučilište Babeş-Bolyai.
U gradu se održava godišnji međunarodni hidrološko–klimatološki znanstveni skup »International conference air and water«.

## Gradovi prijatelji
| - Köln, Njemačka - São Paulo, Brazil - Columbia, SAD - Beerscheba, Izrael - Pečuh, Mađarska - Zagreb, Hrvatska - Atena, Grčka - Zhengzhou, Kina | - Chacao-Caracas, Venezuela - Dijon, Francuska - Nantes, Francuska - Vichy, Francuska - Suwon, Južna Koreja - Makati, Filipini - Korça, Albanija - Cervia, Italija |

## Vanjske poveznice
- Službena stranica grada

### Ostali projekti
|  | Zajednički poslužitelj ima još gradiva o temi Cluj-Napoca |